# The Constant Nymph
The Constant Nymph is een Amerikaanse dramafilm uit 1943 onder regie van Edmund Goulding. De film is gebaseerd op de gelijknamige roman uit 1924 van Margaret Kennedy en werd destijds in Nederland uitgebracht onder de titel Ongeweten liefde.

## Verhaal
De familie Sanger woont in een afgelegen chalet in Zwitserland: vader Albert voedt hier zijn vier dochters op als bandeloze wezens. De 14-jarige Tessa is een van zijn dochters en is smoorverliefd op Alberts huisvriend, de Belgische componist Lewis Dodd. Lewis is ook dol op Tessa, maar koestert geen romantische gevoelens voor haar. Ondertussen gaat Alberts gezondheid er flink op achteruit en omdat hij zijn dochters altijd heeft beschermd voor de boze buitenwereld, vreest hij wat de toekomst hen zal brengen na zijn overlijden. Om die reden vraagt hij Lewis om contact op te nemen met Charles Creighton, de rijke oom van de meisjes. Creighton is volgens Albert de aangewezen persoon om de meisjes wat wereldkennis bij te brengen.
Na het overlijden van Albert scheiden de paden van de vier meisjes: de oudste dochter Kate verhuist naar Milaan voor haar studie en de een-na-oudste Toni trouwt met de rijke Fritz Bercovy. De jongste dochters Tessa en Paula vallen onder Creightons hoede. Lewis wordt verliefd op Creightons dochter Florence, een Londense dame uit de high society. Al gauw trouwen ze met elkaar. 
Zes maanden gaan voorbij. Lewis voelt zich inmiddels ongelukkig in het huwelijk en vindt dat Florence zich te veel met zijn zaken bemoeit. Tessa en Paula lopen weg van huis en vragen Lewis om hen op te vangen. Lewis ontvangt de meisjes met open armen, tot ergernis van de jaloerse Florence. Al gauw trekt Paula in bij Toni, die inmiddels zwanger is. Tessa blijft achter bij Lewis en Florence en helpt Lewis met het componeren van muziek. Dit schept een hechte band tussen de twee. Florence ziet Tessa als haar rivale en doet haar uiterste best om haar het huis uit te jagen. 
Op de avond van zijn eerste optreden in jaren, realiseert Lewis zich dat hij verliefd is op Tessa. Tessa wil echter niets met hem beginnen zolang hij nog getrouwd is met Florence. Kort daarop raakt ze ernstig ziek en nog voordat Lewis een punt kan zetten achter het huwelijk met Florence, komt ze te overlijden.

## Rolverdeling
| Acteur            | Personage          |
| ----------------- | ------------------ |
| Charles Boyer     | Lewis Dodd         |
| Joan Fontaine     | Tessa Sanger       |
| Alexis Smith      | Florence Creighton |
| Brenda Marshall   | Toni Sanger        |
| Charles Coburn    | Charles Creighton  |
| May Whitty        | Lady Longborough   |
| Peter Lorre       | Fritz Bercovy      |
| Joyce Reynolds    | Paula Sanger       |
| Jean Muir         | Kate Sanger        |
| Montagu Love      | Albert Sanger      |
| Eduardo Ciannelli | Roberto            |
| Janine Crispin    | Marie              |
| Doris Lloyd       | Miss Hamilton      |

## Productie
Onder de actrices die werden overwogen voor de rol van Tessa Sanger behoren Margaret Sullavan, Merle Oberon, Bette Davis en Olivia De Havilland. Wendy Barrie en Eve March legden een screentest af voor dezelfde rol en op een gegeven moment werd Joan Leslie aangekondigd als kandidate met Errol Flynn als mogelijke tegenspeler. Edmund Goulding was niet tevreden met Leslie en verving haar met Joan Fontaine, die lobbyde voor de rol. Daarnaast opperde hij dat de rol van Lewis Dodd werd vertolkt door een Britse acteur, waardoor Flynn automatisch afviel. Robert Donat en Leslie Howard werden benaderd maar waren niet beschikbaar.
De draaiperiode was van februari tot en met april 1942. Fontaine noemde de opnamen van deze film als de gelukkigste uit haar gehele filmcarrière en dankte dit aan de regie van Goulding. Dit stond haaks op de ervaring van Charles Boyer, die niet te spreken was over de samenwerking met Goulding en de rol enkel accepteerde voor het geld.

## Ontvangst
Hoewel de film al in het voorjaar van 1942 was afgerond, volgde een release in de Verenigde Staten pas een jaar later. Dit was te danken aan het feit dat de film de Tweede Wereldoorlog niet noemde en er voorkeur werd gegeven aan het uitbrengen van films die de oorlog aankaarten. De film was in de Verenigde Staten geen commercieel succes, maar bracht genoeg geld in het laatje. De Amerikaanse pers sprak lovend over de regie van Goulding en het spel van Fontaine.
In Nederland werd de film na het einde van de oorlog uitgebracht en kreeg wisselvallige reacties van de pers. Recensent van De Waarheid noemde het "een prachtige, maar hier en daar toch weer sentimenteel wordende liefdeshistorie": "Edmund Goulding heeft er een uitstekende en boeiende film van gemaakt, die, hoe vaak hij ook dreigt sentimenteel te worden toch meestal nog net in de banen van de realiteit terugkeert." Criticus van De Volkskrant daarentegen noemde het "een verhaal voor de meisjeskostschool": "Toch wel aardig die gevoelige Joan Fontaine tegenover dien dromende componist van Boyer. Veel sentiment en wat humor."

## Prijzen en nominaties
| Jaar | Prijs  | Categorie     | Genomineerde(n) | Uitslag     |
| ---- | ------ | ------------- | --------------- | ----------- |
| 1944 | Oscars | Beste actrice | Joan Fontaine   | Genomineerd |